# Rasbora chrysotaenia
Rasbora chrysotaenia är en fiskart som beskrevs av Ahl, 1937. Rasbora chrysotaenia ingår i släktet Rasbora och familjen karpfiskar. IUCN kategoriserar arten globalt som otillräckligt studerad. Inga underarter finns listade i Catalogue of Life.